# Donovan Hand
Donovan Jay Hand (né le 20 avril 1986 à Tecumseh, Alabama, États-Unis) est un lanceur de relève droitier de baseball. Il évolue dans les Ligues majeures avec les Brewers de Milwaukee en 2013 et les Reds de Cincinnati en 2015.

## Carrière
Joueur de baseball à l'Université d'État de Jacksonville en Alabama, Donovan Hand est repêché par les Brewers de Milwaukee au 14e tour de sélection en 2007.
Le lanceur de relève de 27 ans fait bonne impression avec une moyenne de points mérités de 1,20 au camp d'entraînement des Brewers en 2013 et est un des derniers joueurs retranchés par le club, ce qui le force à se rapporter aux Sounds de Nashville et à amorcer  une 7e saison dans les ligues mineures. Rappelé par les Brewers après un bon début de saison au niveau Triple-A, le droitier fait ses débuts dans le baseball majeur le 26 mai 2013 contre les Pirates de Pittsburgh.
Il apparaît dans 31 matchs des Brewers en 2013. Malgré une seule victoire pour 5 défaites, il remet une moyenne de points mérités de 3,69 en 68 manches et un tiers lancées. 
Après avoir passé la saison 2014 chez les Sounds de Nashville, le club-école des Brewers, il dispute la saison 2015 avec les Bats de Louisville, le club-école des Reds de Cincinnati, qui ne le rappellent que pour un seul match.